# Discoglossus pictus
Il discoglosso dipinto (Discoglossus pictus Otth, 1837) è un piccolo anfibio appartenente alla famiglia degli Alytidi.

## Descrizione
Ha di solito una lunghezza di 5–7 cm; alcuni esemplari arrivano anche a 10 cm.
La caratteristica peculiare, da cui deriva il nome del genere, è una lingua rotondeggiante a margine posteriore libero.
Il mantello, nel fenotipo più comune, è ricoperto da macchie bruno-verdastre su sfondo ocra-beige; ne esiste anche una varietà a strisce marrone-cioccolato alternate a strisce ocra-giallastro acceso.

## Biologia
Popola ambienti acquatici di piccole dimensioni (gebbie da irrigazione, abbeveratoi) come anche pozze temporanee o pozzanghere. È legato all'acqua soltanto durante il periodo riproduttivo, usa infatti l'invaso solo per copula e deposizione (in minima parte anche per il nutrimento). Nel periodo post-riproduttivo lo si trova di rado e quasi mai in acqua.
La femmina depone nell'acqua circa 300 uova, a gruppi di qualche decina.

## Distribuzione e habitat
È diffuso nel Maghreb (Marocco, Algeria, Tunisia), in Sicilia (assente nel resto d'Italia) e a Malta. Piccole popolazioni, probabilmente introdotte dall'uomo, sono state segnalate nel meridione di Francia e Spagna.

## Conservazione
La Lista rossa IUCN classifica Discoglossus pictus come specie a rischio minimo (Least Concern).
La specie è inserita nell'Elenco delle specie di interesse prioritario dalla Direttiva 92/43/CEE del Consiglio europeo.